# 양로원

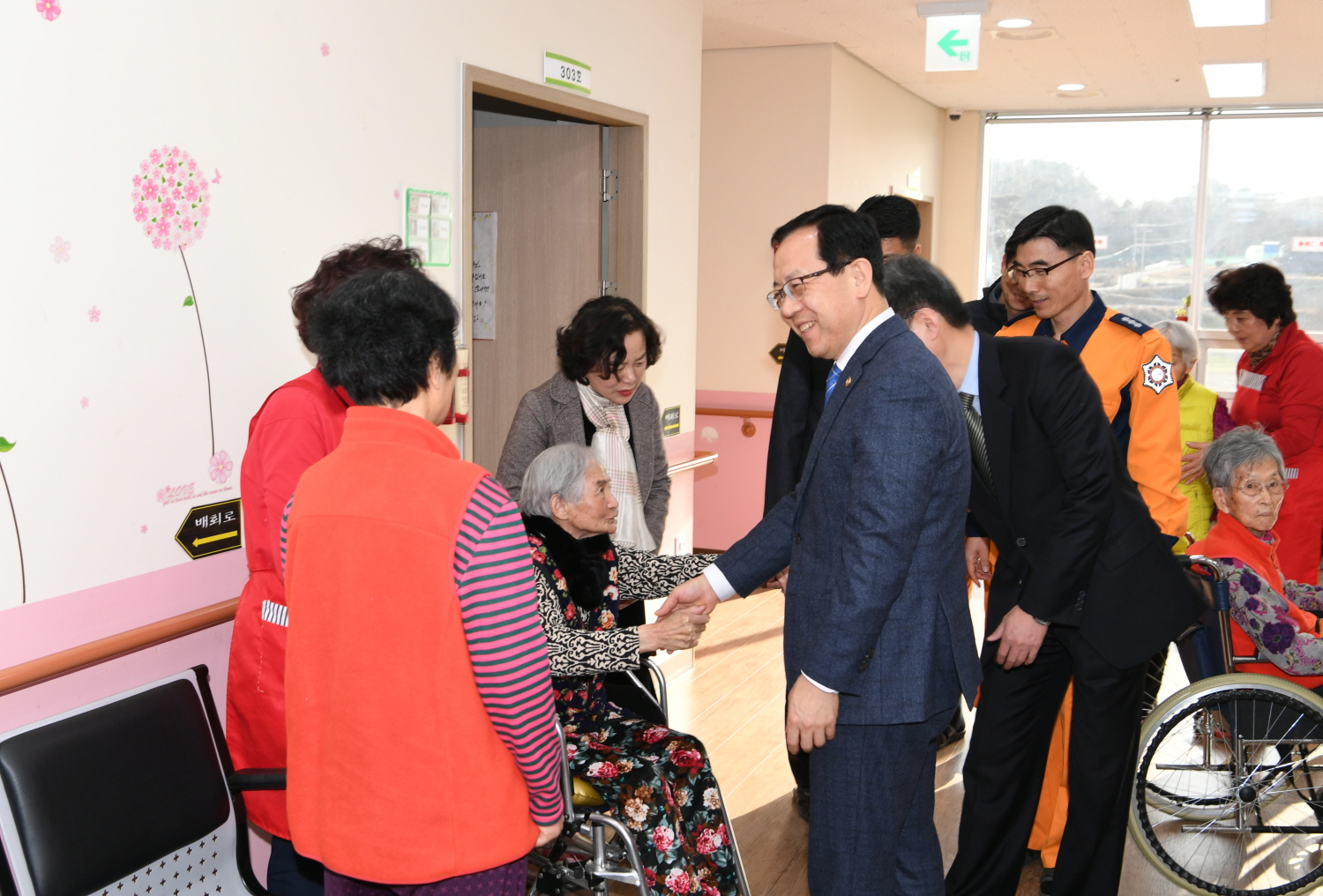
2020년 정문호 소방청장 노인복지시설 평안의 집 방문

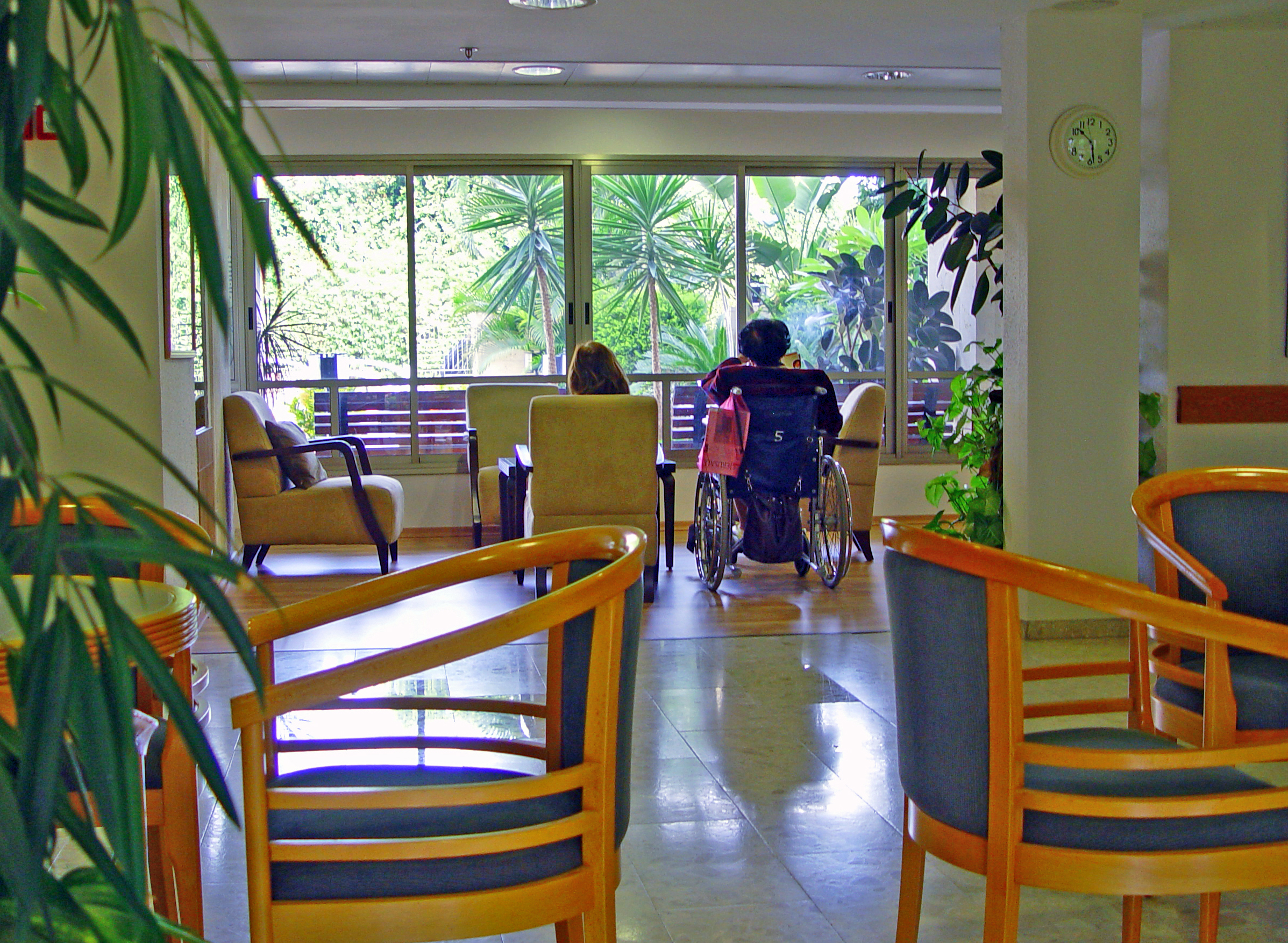
이스라엘의 양로원

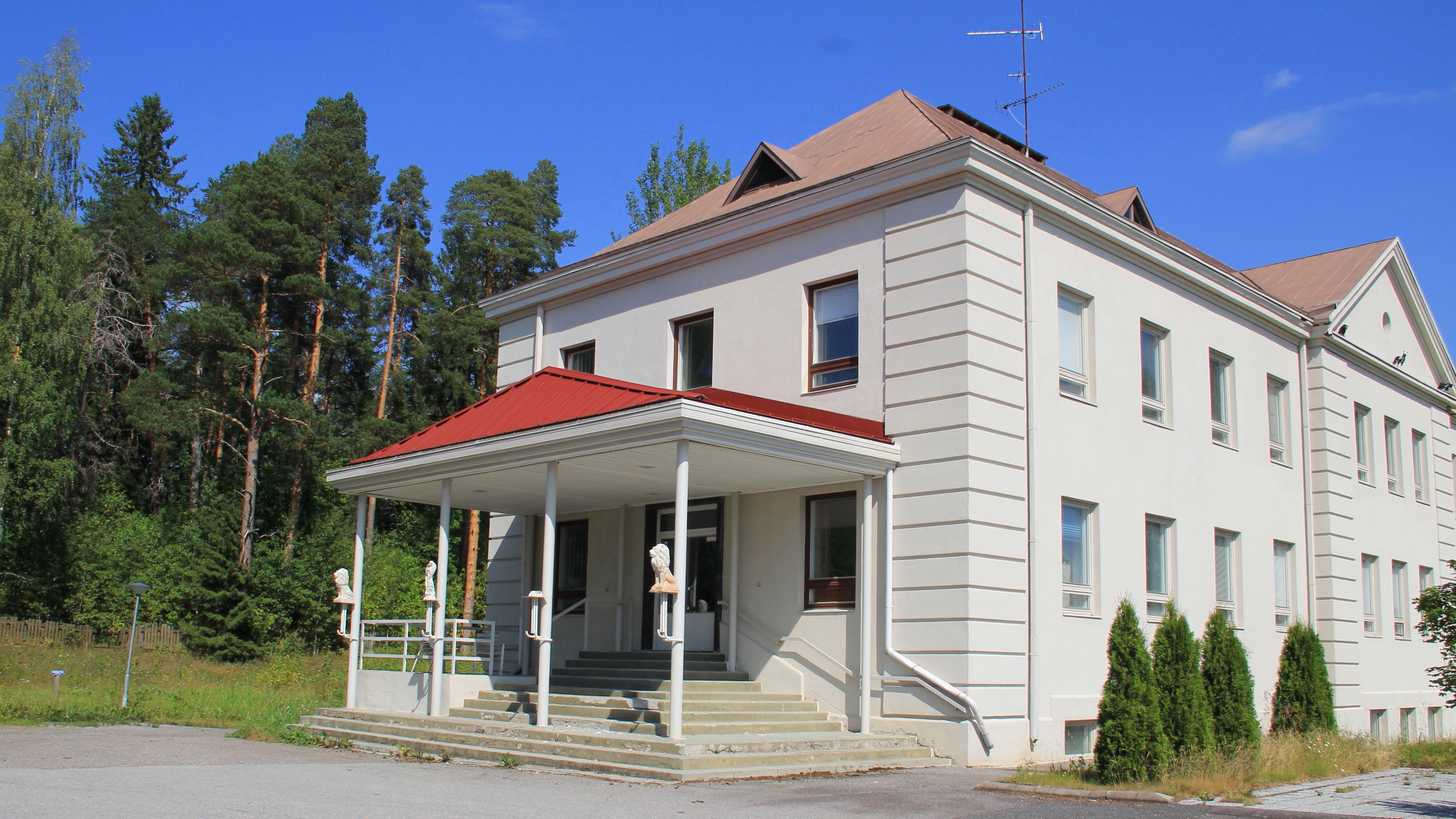
핀란드, 이살미의 콜욘비르타 양로원

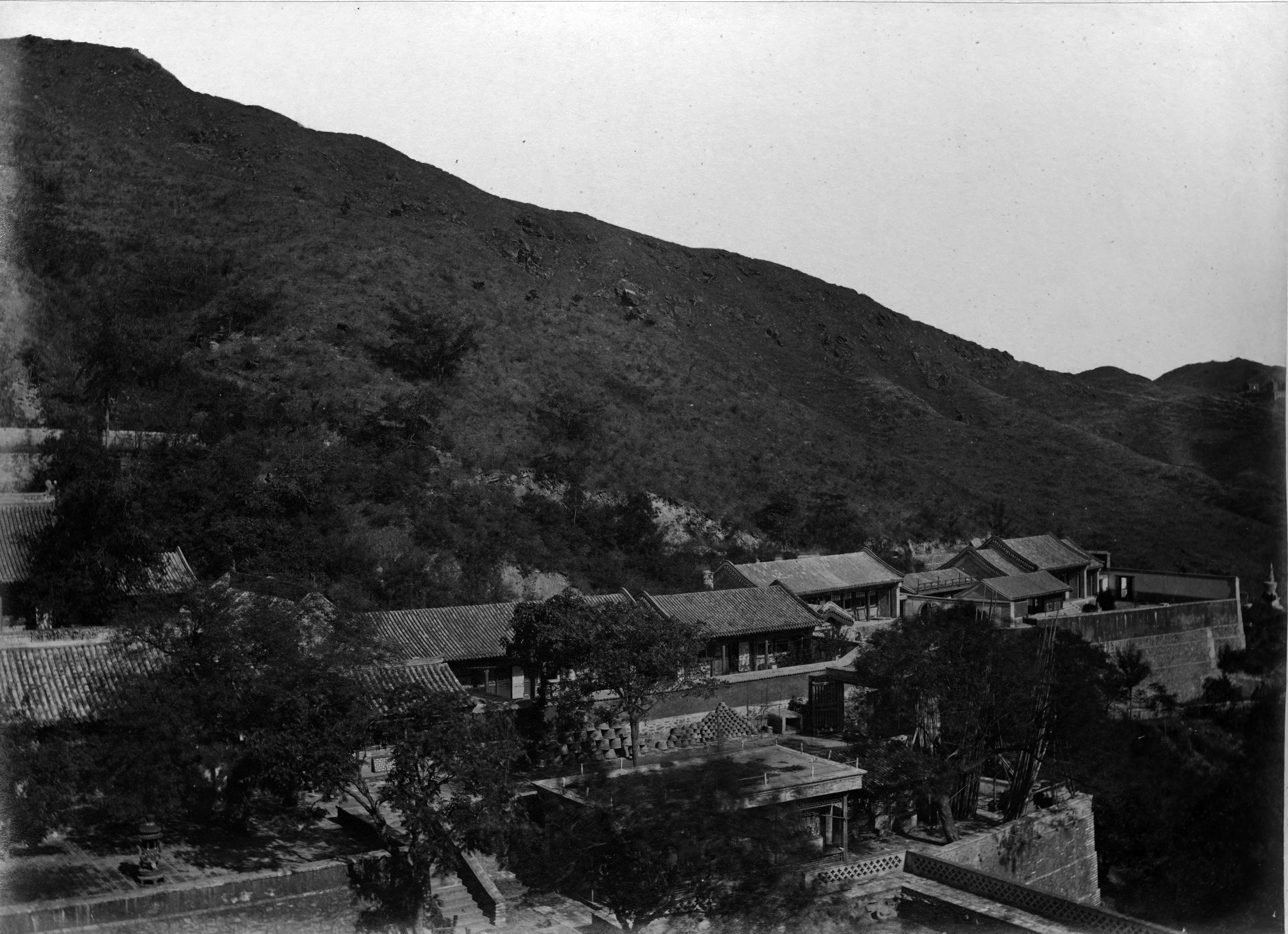
베이징의 은퇴한 환관들을 위한 사원. 1879년경.

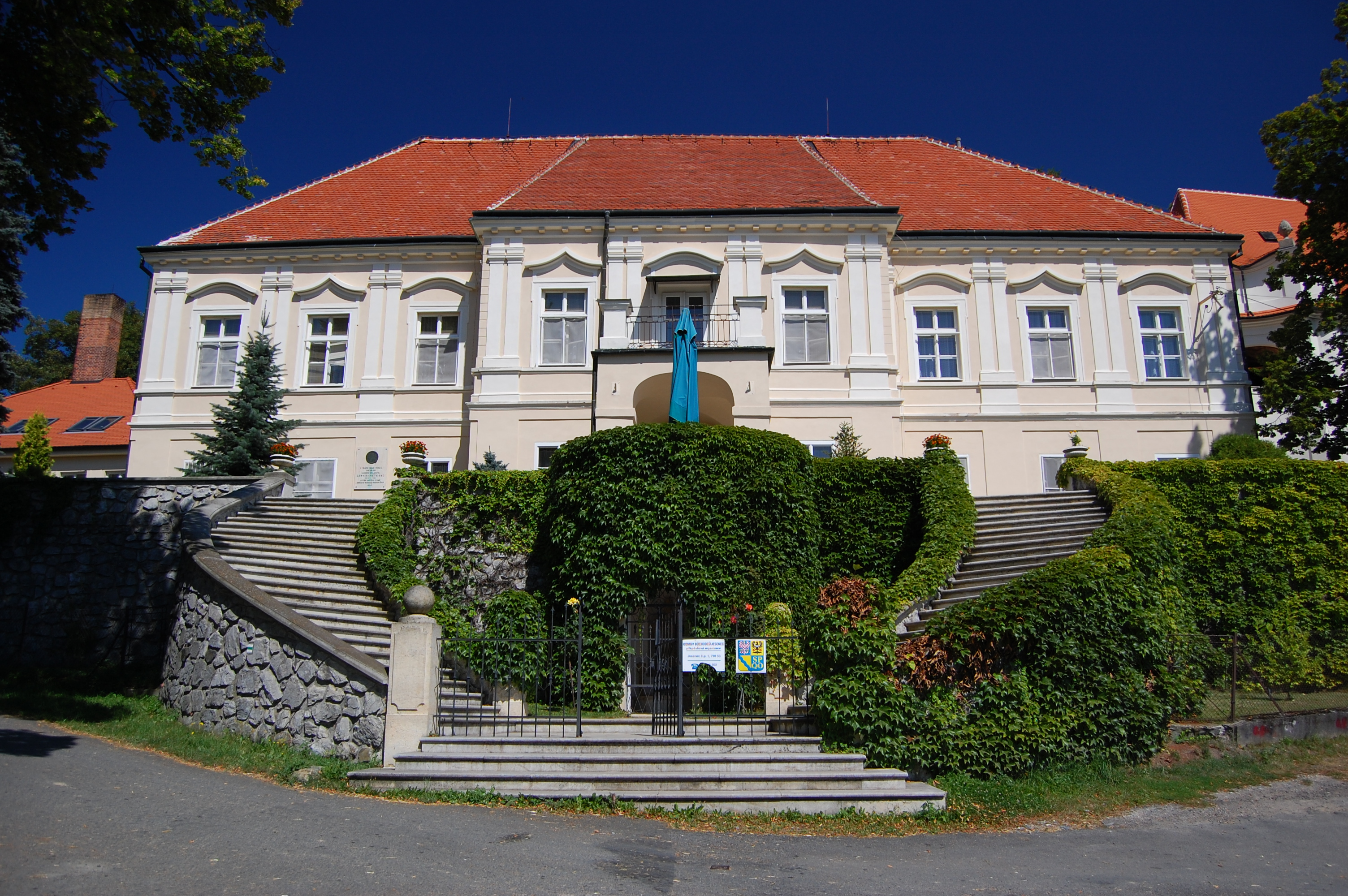
체코의 양로원인 예세네츠 성

양로원(養老院, retirement home) 또는 노인 요양원(old people's home), 노인 보호 시설(사설 요양원을 의미하기도 함) 또는 휴양소(rest home)는 노인들을 위한 다세대 주택 시설이다. 일반적으로 집 안의 각 개인 또는 부부는 전용 욕실이 있는 아파트형 방 또는 스위트룸을 갖는다. 추가 시설은 건물 내에 제공된다. 여기에는 식사, 모임, 레크리에이션 활동을 위한 시설과 건강 또는 병원 치료의 형태가 포함될 수 있다. 양로원의 한 자리는 아파트처럼 임대 방식으로 지불되거나 콘도미니엄과 동일한 방식으로 영구히 구매될 수 있다.
양로원은 주로 제공되는 의료 서비스 수준에서 사설 요양원과 다르다. 은퇴자 공동체는 양로원과 달리 거주자들을 위한 분리된 자율 주택을 제공한다.
양로원은 식사 준비 및 일부 개인 관리 서비스를 제공한다. 생활 지원 시설, 기억 관리 시설 및 요양원은 모두 양로원으로 불릴 수 있다. 양로원 생활비는 연간 25,000달러에서 100,000달러까지 다양하지만, 시니어 리빙 니어 미(Senior Living Near Me)의 노인 주택 가이드에 따르면 이 범위를 초과할 수도 있다.
영국에서는 2021년에 25,000개의 은퇴자 주택 계획에 약 750,000개의 공간이 있었으며, 향후 5년 동안 그 수가 거의 10% 증가할 것으로 예측되었다.

## 미국
적절한 디자인은 양로원에서의 경험에 필수적이며, 특히 치매를 겪는 사람들에게 중요하다. 길찾기와 공간 지남력은 치매를 앓는 거주자에게 어려움을 주어 혼란, 초조 및 전반적인 신체적, 정신적 웰빙 저하를 야기한다.

### 표지판
치매를 앓는 사람들은 종종 표지 내 정보의 관련성을 구별하는 데 어려움을 겪는다. 이러한 현상은 고정 행동과 비판별적 읽기 경향의 조합에 기인할 수 있다. 따라서 양로원에 적합한 표지판을 만들려면 먼저 디자인 및 배치에 대한 "누가, 무엇을, 언제, 어디서, 왜"를 고려해야 한다.
사용자의 "누가"를 고려하는 것은 북미 요양 시설과 상호 작용하는 사람들을 이해하는 것을 요구한다. 이 그룹에는 직원과 방문객이 포함되지만, 치매를 겪는 거주자에게는 이해하기 쉬운 길찾기가 가장 중요하다. 이는 "어떤" 종류의 정보가 제시되어야 하는지로 이어진다. 직원, 방문객 및 환자를 위한 중요한 정보는 매우 다양하며, 필요한 표지판의 총량은 양로원 내에서 주의 산만, 과도한 자극 및 비판별적 읽기를 줄이는 이상과 직접적으로 상충한다. 여기서 표지판의 "언제", "어디서", "왜"를 다루어야 한다. 정보가 "언제" 제시되어야 하는지를 결정할 때, 테츠야는 "걷는 경로의 비교적 초기 단계에 필수적인 시각 정보가 제공되는 것이 중요하다"고 주장한다. 따라서 사용 가능한 시설의 방향과 같은 즉시 관련된 정보는 환자 방 입구 근처 또는 환자 방이 있는 복도 끝에 배치되어야 한다고 가정할 수 있다. 이 관찰은 또한 정보에 대한 적절한 배치 위치인 "어디서", 그리고 "왜" 제시되는지로 이어진다. 길찾기 표지판과 관련하여, 내비게이션을 가능한 한 이해하기 쉽게 만드는 것은 내비게이션 중 주의 산만을 피함으로써 달성할 수 있다. 이에 대해 로메디 파시니는 "순환 경로를 따라 그래픽 길찾기 정보 표시는 명확하고 수가 제한되어야 하며 다른 정보는 다른 곳에 배치되어야 한다"고 제안한다. 길찾기와 관련 없는 표지판은 가까이 배치되면 주의를 산만하게 할 수 있으며, 길찾기 표지판의 효과를 떨어뜨릴 수 있다. 대신 파시니는 "공지, 초대 및 홍보를 게시하기 위해 특별히 설계된 작은 알코브를 만드는 것"을 제안한다. 이러한 알코브는 과도하지 않은 맥락에서 더 잘 이해될 것이므로, 자극이 적은 영역에 배치하는 것이 가장 좋다. 크리스틴 데이의 연구에서, 높은 자극 영역은 "엘리베이터, 복도, 간호 스테이션, 목욕실 및 다른 거주자 방에서 발생했으며, 낮은 자극은 활동 및 식사 공간에서 관찰되었다"고 관찰되었다. 따라서 활동 및 식사 공간이 이러한 알코브가 위치하기에 가장 좋은 장소라고 가정할 수 있다.

### 건축적 단서
길찾기의 또 다른 관련 방법은 북미 노인 양로원 내에 건축적 단서가 존재하는 것이다. 이 방법은 종종 새로운 노인 요양 센터를 설계할 때 고려되지만, 기존 요양원 내에서도 쉽게 구현할 수 있는 여러 항목이 여전히 존재한다. 건축적 단서는 설정 또는 개체의 암시된 사용을 통해 목적을 전달하고, 인지 매핑 없이 내비게이션을 돕고, 이동성이 감소한 사람들에게 공간을 더 접근하기 쉽고 덜 고통스럽게 만듦으로써 거주자에게 영향을 미칠 수 있다.
우리는 건축적 단서가 목적을 어떻게 전달하고 거주자의 행동에 영향을 미치는지 조사할 것이다. 파시니의 사례 연구에서 "환자가 병원에서 야간용 초인종을 보고 즉시 벨을 누르기로 결정했다." 이는 "건축 요소가…덜 독립적인 환자의 행동을 어느 정도 결정한다"는 결론으로 이어졌다. 건축적 단서가 거주자에게 미치는 영향을 고려할 때, 이는 중요한 관찰이 된다. 왜냐하면 이는 신중한 방 계획을 통해 긍정적인 행동을 장려할 수 있음을 시사하기 때문이다. 이 주장은 데이의 사례 연구에서 더욱 뒷받침된다. 이 연구에서 "화장실이 거주자에게 시각적으로 접근 가능할 때 화장실 사용 빈도가 급격히 증가했다." 화장실을 거주자의 시야 내에 배치하면 화장실을 더 자주 방문하는 행동을 장려하여 간호 직원의 부담을 줄이고 거주자의 건강을 증진시킨다. 학습된 행동을 통한 이러한 목적 전달은 더 읽기 쉬운 인테리어 디자인을 만드는 데에도 적용될 수 있다. 공동 거실에 책장과 같은 독특한 가구와 바닥재를 사용하여 공간의 기능성과 차별화를 거주자가 훨씬 쉽게 탐색할 수 있도록 할 수 있다. 환경적 가독성을 개선하는 것도 요양원 내에서 내비게이션을 돕는 데 유용할 수 있다.
복잡한 인지 매핑의 필요성을 줄임으로써 내비게이션을 돕는 것은 요양 센터 내에서 여러 가지 방법으로 달성할 수 있는 자산이다. 건축 및 인테리어 디자인에 존재하는 시각적 랜드마크는 공간 간의 차별화를 제공하는 데 도움이 된다. 버튼은 "거주자들이 복도의 주요 구간에 있는 시계나 식물과 같은 랜드마크가 길찾기에 유용하다고 보고했다"고 언급한다. 독특한 랜드마크를 사용하여 내비게이션하는 것은 개별 거주자 방을 정의할 수도 있다. 테츠야는 자신의 개인 방을 구별하는 데 도움이 되도록 "거주자 방의 문은 차별화된 특성을 가져야 한다"고 제안한다. 이는 문 위에 또는 옆에 개인 물품을 배치하거나 각 방에 독특한 문을 제공함으로써 이루어질 수 있다.
마지막으로, 요양 시설 내 건축물을 설계할 때 접근성을 고려하는 것이 필수적이다. 많은 노인 공동체 구성원은 장비와 이동 보조기구를 사용해야 한다. 따라서 노인 특정 공간을 설계할 때 이러한 항목의 요구 사항을 고려해야 한다. 개방적이고 명확한 이동 경로는 경로를 따라 거주자를 명확하게 안내하고 이동 보조기구 사용으로 인한 어려움을 줄임으로써 사용자에게 이점을 제공한다. 유사하게, 식당과 같은 기본적인 시설을 환자 방에 더 가깝게 이동시켜 이동 경로를 단축하는 것도 불안과 고통을 줄이는 것으로 나타났다. 공간 간 이동이 더 간단해지고, 엘리베이터와 같은 높은 자극 영역을 피하면서도 더 간단하고 작은 레이아웃을 만들어 길찾기를 돕는다. 이러한 각 방법은 개방형 코어 공간을 사용하여 달성할 수 있다. 이러한 공간은 여러 방을 단일 개방형 개념 공간으로 통합하여 "시각적 접근을 제공하고, 부분적으로 인지되는 앙상블에 통합할 필요 없이 공간에 대한 특정 이해를 허용한다. 이는 인지 매핑의 가장 어려운 측면이다." 북미 노인 시설에 더 많은 개방형 코어 공간을 통합함으로써 공간은 더 접근하기 쉽고 탐색하기 쉬워진다.

## 같이 보기
- 병원
- 요양소